# سعيداني الهاشمي
سعيداني الهاشمي هو كاتب ومترجم وصحفي ولد عام 1948 في بلدة جرمة التي تبعد 20 كم عن مدينة باتنة شرق الجزائر. وتوفي عام 2005.

## تعليمه
بدأ مراحله التعليمية الأولى في المدارس النظامية، ثم أنتقل منها إلى مسار عصامي ثري اطلع من خلاله على أمهات المؤلفات الأدبية والعلمية العربية.

## مساره المهني
تميز مساره المهني بتنوع الوظائف، حيث اشتغل في التعليم ومارس الترجمة وامتهن الصحافة، ثم كُلف بالإعلام على مستوى ولاية باتنة قبل أن يتولى إدارة دار الثقافة فيها لمدة 14 سنة، استطاع خلالها أن يجعل منها قبلة للمثقفين والمبدعين من جامعيين، مسرحيين، رسامين، كتاب وصحفيين، قبل أن يعود لمنصبه الأصلي كمساعد إداري رئيسي بإحدى مصالح مقر ولاية باتنة. ويعتبر الهاشمي من أبرز المطالبين بأستمرار بث إذاعة باتنة بعد الاستقلال، وهو عضو مؤسس لمهرجان الأغنية الشعبية الأوراسية، كما كان أحد المؤسسين لمهرجان تيمقاد الدولي، والذي أصبح مفخرة للجزائر. وقد أكسبه إتقانه الجيد للغتين العربية والفرنسية أسلوباً متفرداً في الكتابة والتحليل الاجتماعي، كما كان مدافعأ صلبا عن القيم الديمقراطية والعصرية والاختيار الجمهوري، ذائداً عن الثقافة الأمازيغية الأصيلة، وساعياً لترقيتها.

## مؤلفاته
رحل الهاشمي عن عالمنا تاركاً وراءَه إرثاً ثقافياً غنياً من خلال أعماله التي جسدها في مختلف الأجناس الأدبية من الرواية إلى القصة، مروراً بالمسرح والسيرة الذاتية، ومن مؤلفاته:
| الكتاب                                         | اللغة    | الناشر                 | السنة   | عدد الصفحات | الرقم الدولي | المصدر       |
| ---------------------------------------------- | -------- | ---------------------- | ------- | ----------- | ------------ | ------------ |
| المضطهدون                                      | اللعربية | المؤسسة الوطنية للكتاب | 1985    | 373         | لا يوجد      | [ 4 ]        |
| المتسللة                                       | العربية  | المؤسسة الوطنية للكتاب | 1986    | 145         | لا يوجد      | [ 5 ]        |
| الحاجز                                         | العربية  | المؤسسة الوطنية للكتاب | 1986    | 210         | لا يوجد      | [ 6 ]        |
| النظارة المكسورة                               | العربية  | المؤسسة الوطنية للكتاب | 1986    | 123         | لا يوجد      | [ 7 ]        |
| أوديسية : العمل الثقافي في الجزائر: سيرة ذاتية | العربية  | التبيين الجاحظية       | لا يوجد | 456         | لا يوجد      | [ 8 ]        |
| العطر المسكر: قصص                              | العربية  | المؤسسة الوطنية للكتاب | لا يوجد | 111         | لا يوجد      | [ 9 ]        |
| الأنفلات                                       | العربية  | لا يوجد                | 1986    | لا يوجد     | لا يوجد      | [ 2 ]        |
| ستا تشور                                       | العربية  | لا يوجد                | 1985    | لا يوجد     | لا يوجد      | [ 2 ] [ 10 ] |
| عوج الطفل                                      | العربية  | لا يوجد                | 1993    | لا يوجد     | لا يوجد      | [ 2 ]        |
| شجيرة الأمل                                    | العربية  | لا يوجد                | 1984    | لا يوجد     | لا يوجد      | [ 10 ]       |
| الصمود                                         | العربية  | دار الهدى              | لا يوجد | 495         | لا يوجد      | [ 11 ]       |
| عملاق قسنطينة                                  | العربية  | لا يوجد                | 1984    | لا يوجد     | لا يوجد      | [ 10 ]       |
| مسرحية البومبة                                 | العربية  | لا يوجد                | لا يوجد | لا يوجد     | لا يوجد      | [ 2 ]        |
| رواية الهارب                                   | العربية  | لا يوجد                | لا يوجد | لا يوجد     | لا يوجد      | [ 2 ]        |
| نكهة الرماد                                    | العربية  | لا يوجد                | لا يوجد | لا يوجد     | لا يوجد      | [ 2 ]        |
| شريفة والأخريات                                | العربية  | لا يوجد                | لا يوجد | لا يوجد     | لا يوجد      | [ 2 ]        |
| أسرار البنات                                   | العربية  | لا يوجد                | لا يوجد | لا يوجد     | لا يوجد      | [ 2 ]        |
| ازمة الدروشة واللصوصية                         | العربية  | لا يوجد                | لا يوجد | لا يوجد     | لا يوجد      | [ 2 ]        |
| هوامش على يوميات الربع الأخير من هذا القرن     | العربية  | لا يوجد                | لا يوجد | لا يوجد     | لا يوجد      | [ 2 ]        |
| الكلاب الطائرة (قصص خيالية)                    | العربية  | لا يوجد                | لا يوجد | لا يوجد     | لا يوجد      | [ 2 ]        |

## الجوائز
- حائز على جائزة بضياف، عن كتابه عوج الطفل 1993.[10]